# Vinavil (singolo)
Vinavil è un singolo del cantautore italiano Giorgio Poi, pubblicato il 12 dicembre 2018.

## Video musicale
Il videoclip del brano, girato a Catania e diretto da Zavvo Nicolosi, è stato pubblicato contestualmente all'uscita del singolo sul canale YouTube di Bomba Dischi.

## Tracce
Testi e musiche di Giorgio Poi.
1. Vinavil – 3:20